# Parral (Ohio)
Parral – wieś w Stanach Zjednoczonych, w stanie Ohio, w hrabstwie Tuscarawas.